# Sianożęty
Sianożęty (dawniej niem. Ziegenberg) – nadmorska wieś letniskowa w północno-zachodniej Polsce, położona w województwie zachodniopomorskim, w powiecie kołobrzeskim, w gminie Ustronie Morskie, ok. 1 km na zachód od Ustronia Morskiego. Miejscowość z letnim kąpieliskiem morskim, położona nad Zatoką Pomorską, na Wybrzeżu Słowińskim.

## Historia
Manfred Vollack w książce „Das Kolberger Land: seine Städte und Dörfer: ein pommersches Heimatbuch” z roku 1999 podaje, jakoby biskup Herman w 1255 roku miał kupić wybudowanie (Katen) Ziegenberg.
Niemiecka nazwa wsi składała się z dwóch rzeczowników: ziege (l.mn. ziegen) – „koza” i berg – „góra”. Po 1945 roku nazwę spolszczono, tłumacząc niemiecką nazwę na Koziagóra, jednakże już na mapie administracyjnej i komunikacji województwa szczecińskiego, powiat Kołobrzeg z roku 1946 widniała nazwa Sianożęły, a w spisie nazw miejscowości powiatu kołobrzeskiego (prawdopodobnie rok 1948) – Sianożęty. Nazwa pochodzi od staropolskiego wyrazu „sianożęć” – 'sianokosy, koszenie traw'.

## Geografia
Według danych urzędu gminy z 2015 roku wieś miała 513 mieszkańców.
Gmina Ustronie Morskie utworzyła sołectwo „Sianożęty”, które stanowią wsie: Bagicz oraz Sianożęty.
Letnie kąpielisko Sianożęty obejmuje 1400 m linii brzegowej z wyłączeniem 2 odcinków torów wodnych miejscowej, tzw. „brzegowej”, przystani rybackiej (łodzie z Sianożęt mają na burtach rejestrację Ustronia Morskiego – „USM – [nr łodzi]”). W 2012 r. kąpielisko spełniało wytyczne wymogi jakościowe dla wody w kąpielisku Unii Europejskiej. 
Obszar Sianożęt został objęty Obszarem Chronionego Krajobrazu Koszaliński Pas Nadmorski.
W latach 1975–1998 miejscowość administracyjnie należała do województwa koszalińskiego.